# Lençóis Paulista
Lençóis Paulista là một đô thị ở bang São Paulo của Brasil. Đô thị này nằm ở vĩ độ 22º35'55" độ vĩ nam và kinh độ 48º48'01" độ vĩ tây, trên độ cao 550 m trên mực nước biển. Dân số năm 2005 ước tính 61.432 người. 
Các đô thị giáp ranh: Macatuba, Pederneiras và Agudos về phía bắc; Borebi về phía tây; Avaré và Botucatu về phía nam; Pratânia, Areiópolis và São Manuel về phía đông.

## Thông tin nhân khẩu
- População Total: 60.331
- População Urbana: 57.940
- População Rural: 2.391
- Crescimento Populacional: 1,89% ao ano
- Taxa de Urbanização: 96,04%
- Razão de sexo: 99,88 homens/100 mulheres
- População maior de 60 anos: 8,9%
- Mật độ dân số: 74,67 hab/km²
- Taxa de Tỷ lệ tử vong trẻ sơ sinh: 10,85/1000
- Rendimento Médio Mensal das Pessoas Responsáveis pelos Domicílios: 838,24
- Número Médio de Moradores por Domicílio: 3,7
- Rede de Esgoto: 98,73% dos domicílios
- Rede de Água: 99,61% dos domicílios
- Leitos Hospitalares: 2,44/1000 người
- Taxa de Analfabetismo: 8,07%
- Chỉ số phát triển con người Municipal - IDHM: 0,813

Nguồn: SEADE e IBGE

### Sông ngòi
- Sông Lençóis[2]
- Córrego da Prata[2]

### Các xa lộ
- SP-300 - Rodovia Marechal Rondon
- SP-261 - Rodovia Osni Matheus

### Sân bay
- Sân bay đô thị Lençóis Paulista - "José Boso" (ICAO: SDLP, IATA: QGC)

O aeroporto trên WikiMapia

## Người nổi tiếng
- Orígenes Lessa
- Guilherme Leme
- Claudinei Quirino
- Miguel de Oliveira